# Kambodschanische Badmintonmeisterschaft 1965
Die Kambodschanische Badmintonmeisterschaft 1965 fand in Phnom Penh statt. Es war die achte Austragung der nationalen Titelkämpfe von Kambodscha im Badminton.

## Titelträger
| Disziplin    | Sieger                |
| ------------ | --------------------- |
| Herreneinzel | Smas Slayman          |
| Dameneinzel  | nicht ausgetragen     |
| Herrendoppel | Smas Slayman Bé Sabin |
| Damendoppel  | nicht ausgetragen     |
| Mixed        | nicht ausgetragen     |